# Grotta Scritta
Die Grotta Scritta I und II (auch Grotta della Susini genannt) liegen auf etwa 470 m in Olmeta-di-Capocorso knapp südlich der Gemeindegrenze von Nonza im Département Haute-Corse auf der französischen Insel Korsika. 
In der seit prähistorischer Zeit genutzten Höhle wurden die einzigen Höhlenmalereien der Insel gefunden. Die, wie Keramikfunde belegen, aus dem korsischen Neolithikum der Cardial- oder Impressokultur stammenden Bilder sind die ältesten Kulturzeugnisse auf Korsika. Pfeilspitzen aus Obsidian belegen Kontakte mit Sardinien. Mehrere der acht besser erhaltenen Petroglyphen in rotem Ocker zeigen anthropomorphe Formen, die übrigen zumeist lineare Muster. Die schlecht geschützten Bilder sind stark gefährdet.

Grotta Scritta
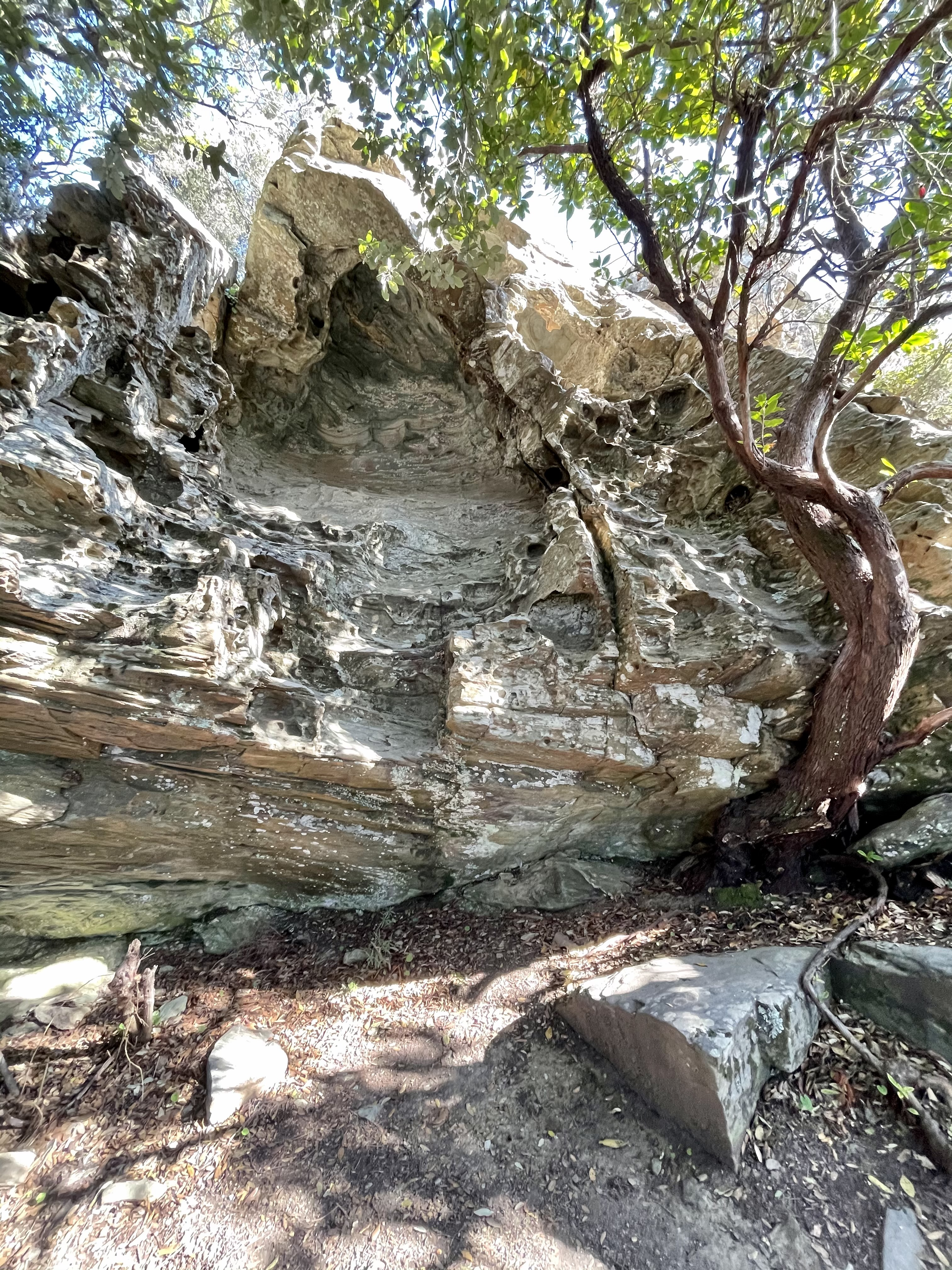
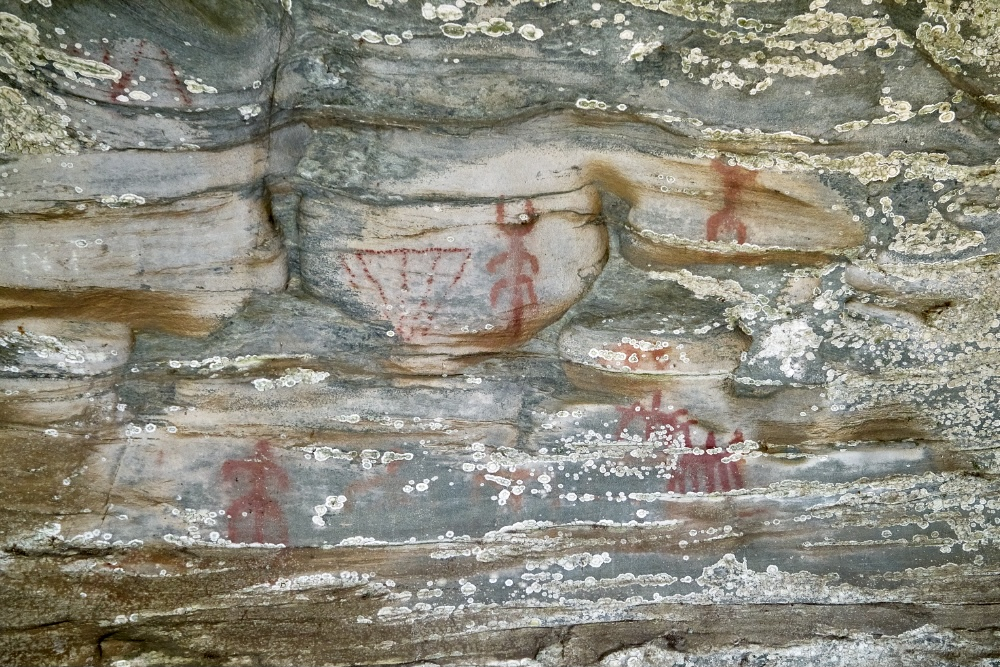
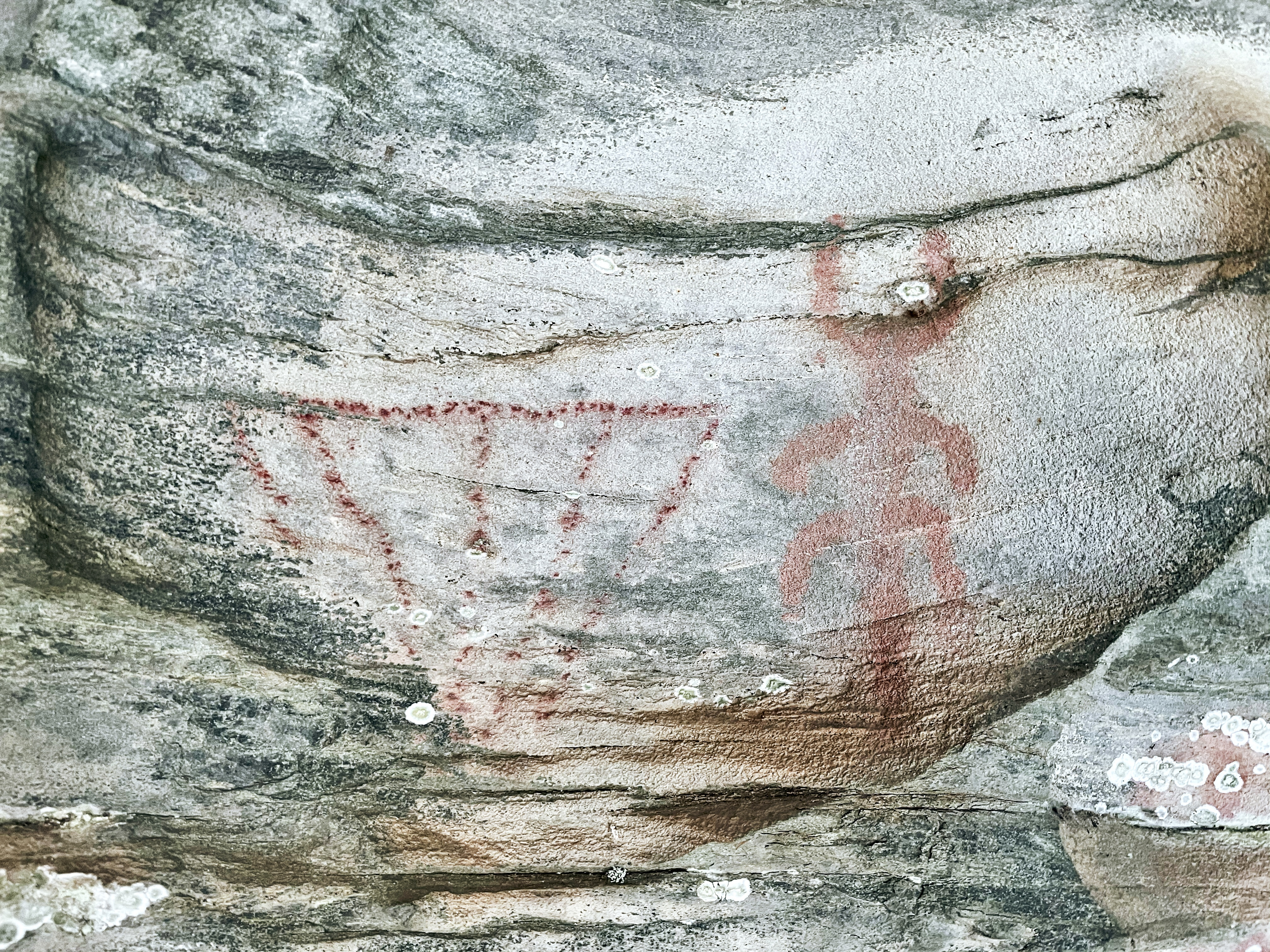